# Drake Mabry
Drake Mabry (* 1950) ist ein US-amerikanischer Komponist, Oboist, Improvisationsmusiker und Musikpädagoge.

## Leben und Wirken
Drake Mabry, Komponist, Neyflötist und Ebrukünstler, stammt aus einer Malerfamilie. Er begann seine künstlerische Karriere als Oboist in Symphonieorchestern, bevor er zu Tenorsaxophon, Flöte und Klarinette wechselte und in Big Bands und Jazzensembles spielte. Seit den 80er-Jahren traten auch Malerei, Fotografie und Poesie in seinen künstlerischen Fokus. Er lernte Ebrumalerei bei Ayla Makas in Istanbul und chinesische Tuschmalerei bei Chang Yang in San Diego. Seine Gedichte wurden von Komponisten vertont und von Theatergruppen für Improvisationen verwendet. Drakedonius, ein Band mit zweisprachigen Gedichten, Gemälden und Fotos, wurde 2011 bei Le Plac'Art in Frankreich veröffentlicht. 2014 werden seine neuesten Ebrugemälde sowohl in gedruckter Version als auch als E-Book erscheinen.
Mabry studierte Oboe an der Juilliard School of Music und der Manhattan School of Music bei Harold Gomberg. Er setzte seine Ausbildung ab 1971 mit einem Kompositionsstudium an der Rice University und der University of California, San Diego bei Will Ogdon, Paul Cooper, Krzysztof Penderecki und John Cage fort, das er mit seiner Promotion abschloss. Seine Kompositionen wurden weltweit gespielt und aufgenommen und in den USA und in Europa veröffentlicht.
Ab 1971 war er als Erster Oboist in verschiedenen Orchestern der USA, Kanadas und Großbritanniens tätig. Von 1975 bis 1978 spielte er Saxophon, Flöte und Klarinette in der Aspen Music Festival Big Band und leitete ein eigenes Jazzquintett. Seit 1978 konzentrierte er sich auf die Tätigkeit als Komponist und als Improvisationsmusiker. 1988 übersiedelte er nach Frankreich, wo er von 1999 bis 2006 die Musikschule in Poitiers leitete. Außerdem unterrichtete er u. a. an der Universität Straßburg, der Universität Rennes und der Universität Poitiers. Seit dem Jahr 2010 lebt er auf Long Island.
Er studierte die traditionelle türkische Neyflöte bei Burcu Karadag an der Caferaga Medresesi und später bei Ismail Hakki. Mabry ist einer der wenigen Neyspieler, die auch zeitgenössische Musik und Jazz spielen. In diesen Stilen komponiert er auch für dieses Instrument. Mabry ist amerikanischer und französischer Staatsbürger und lebt zurzeit in Paris, Frankreich.
Das Ensemble TWO wurde 2012 nach einer eher zufälligen Begegnung am Salzburger Mozarteum gegründet. Die Idee, die europäische Blockflöte mit der türkischen Neyflöte zu kombinieren, fanden beide Künstler sehr reizvoll. Sie forschten und experimentierten, wie diese zwei Instrumente aus verschiedenen Kulturen musikalisch zusammengebracht werden können. Man beschloss, den Schwerpunkt auf mittelalterliche Musik, auf speziell für sie geschriebene Neue Musik, bulgarische und türkische Musik zu legen.

## Kompositionen (Auswahl)
- Silent Durations XLVIII für türkische Ney solo, 2013
- Silent Durations XLVII für Bassblockflöte und türkische Ney, 2013
- Istanbul Prelude für Tape (electro-Trance), 2012
- Silent Durations XLVI für Bassblockflöte, 2012
- Five Meditations on Agnus Dei für gemischten Chor (SATB), 2011
- Silent Durations XXIX für Kontrabass solo, 2009
- Prelude and Tango für Symphonieorchester, 2009
- Duo für Fagott und Klavier, 2008
- 15 Meditations für Klavier, 2007
- Silent Durations XXI für Violoncello solo, 2007
- 6 Meditations für Klavier, 2007
- Silent Durations I-XXIII für unterschiedlichste Besetzungen, 2003–2007
- Silent Durations I für Klavier, 2003
- Lamentations für Streichorchester, 2003
- Silent Durations VIII für großes Orchester, 2003
- 12.15.89(Concerto for soprano saxophone and chamber orchestra), 1989
- M(for jazz ensemble and computer), 1989
- Elegy für Bläserorchester, 1980
- Quintet for five double basses, 1978
- Aspen p.m. für Kammerorchester, 1978
- String Quartet No. 2, 1977
- Laudate Dominum für Streichorchester, 1976